# 克利什基
51°46′10″N 33°17′54″E / 51.76944°N 33.29833°E
克利什基（烏克蘭語：Клишки）是位於烏克蘭東北部的村莊，由蘇梅州紹斯特卡區的紹斯特卡市鎮負責管轄。該村處於奧索塔河畔，距離紹斯特卡18公里，海拔高度134米，2001年人口2,243。